# 101 Batalion Wsparcia Brygady (USA)

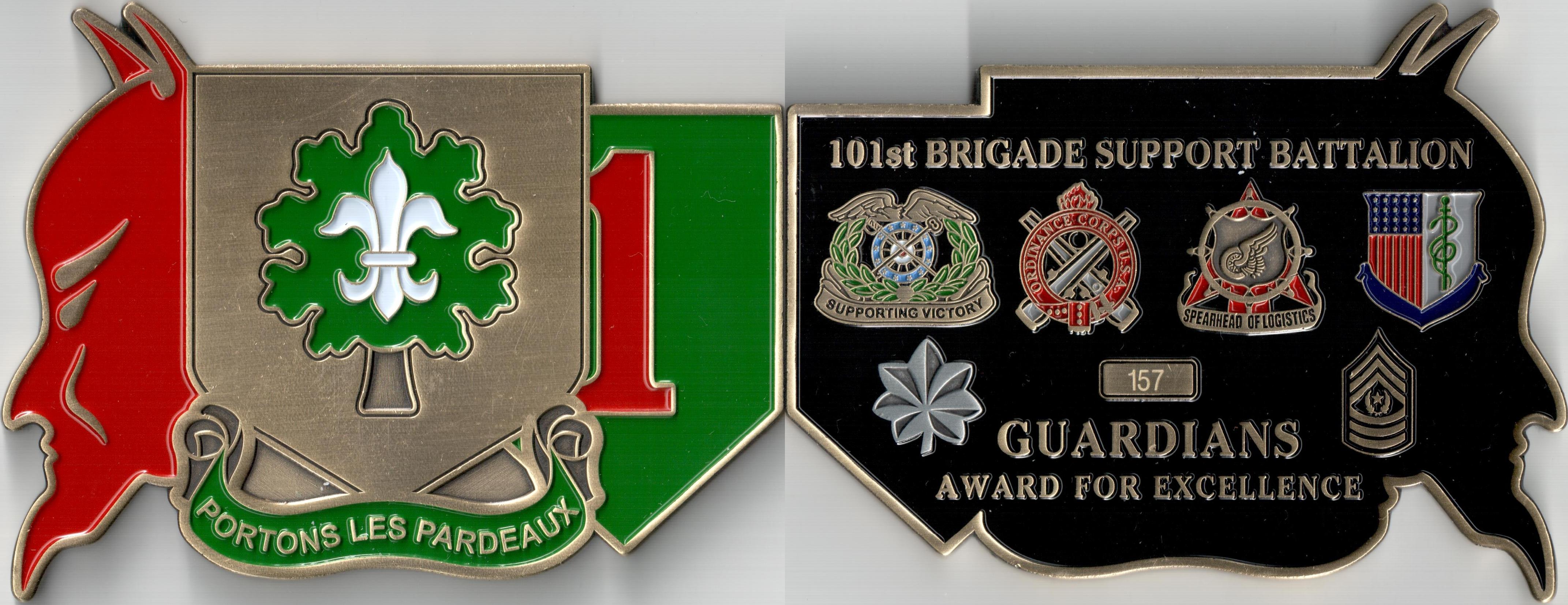
Challenge coin „Guardians”

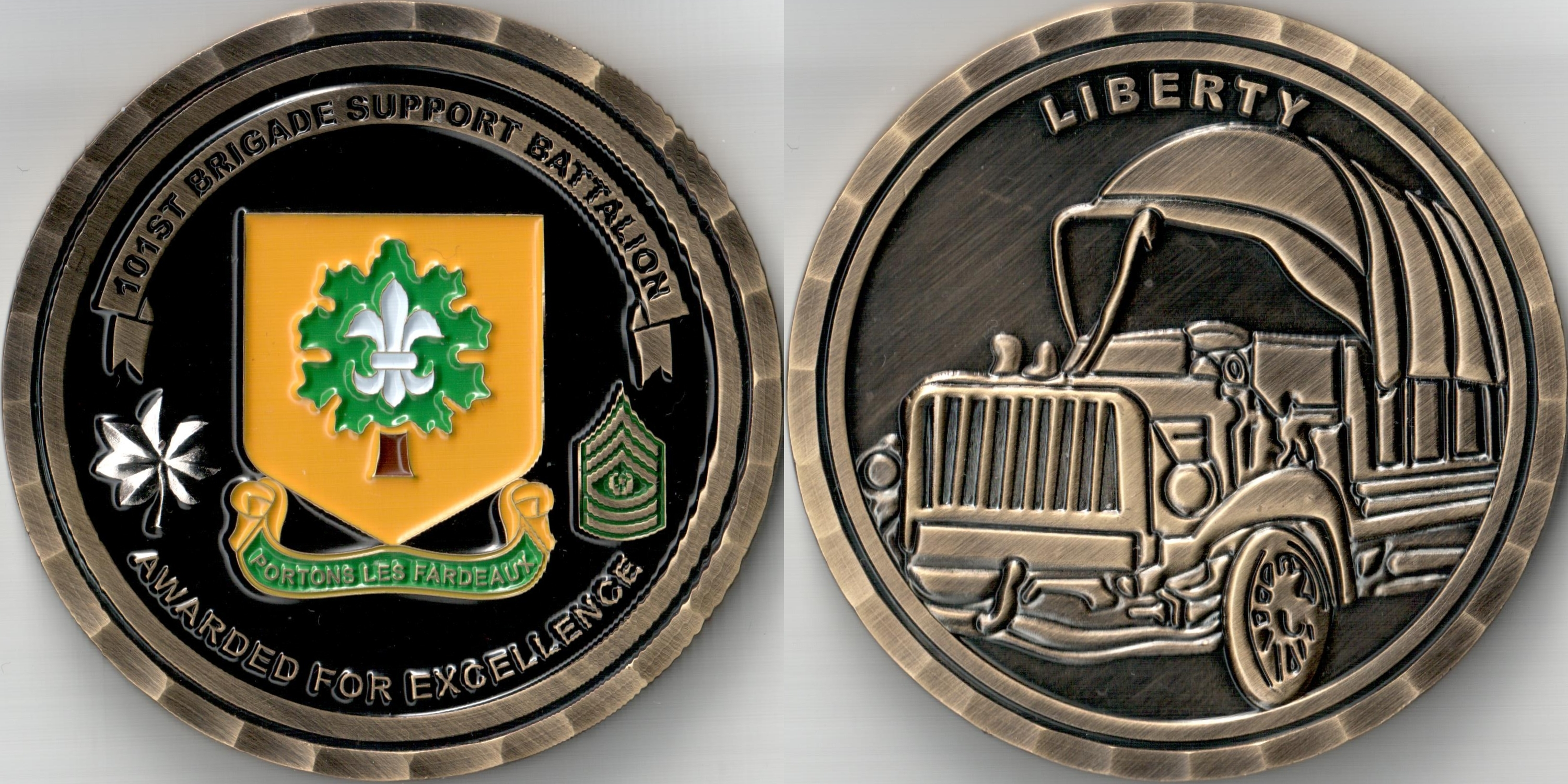
Challenge coin „Liberty”

101 Batalion Wsparcia Brygady (ang. 101st Brigade Support Battalion „Liberty”) – batalion wsparcia Armii Stanów Zjednoczonych, aktualnie przydzielony do 1 Pancernej Brygadowej Grupy Bojowej „Devil Brigade” 1 Dywizji Piechoty (1st Armored Brigade Combat Team, 1st Infantry Division).

## Struktura organizacyjna
Skład 2020
- dowództwo i kompania dowodzenia (HHC)
- kompania A
- kompania B
- kompania C
- kompania D dołączona do 1 szwadronu 4 pułku kawalerii (1-4 CAV)
- kompania E dołączona do 1 batalionu 16 pułku piechoty (1-16 INF)[2]
- kompania F dołączona do 2 batalionu 34 pułku pancernego (2-34 AR)[3]
- kompania G dołączona do 1 batalionu 5 pułku artylerii polowej (1-5 FAR)[4]

## Historia
101. batalion wsparcia został zorganizowany w Ménil-la-Tour we Francji 17 lutego 1918 podczas I wojny światowej, jako Motor Supply Train. W sierpniu 1918 został przeformowany w 1st Supply Train i udzielił istotnego wsparcia 1 Dywizji w 7 kampaniach.
Supply Train został przeniesiony z Francji 21 sierpnia 1919 i przybył do Camp Taylor w stanie Kentucky 19 września 1919.
Podczas II wojny światowej Batalion wspierał 1. Dywizję Piechoty i otrzymał wstęgę na sztandar za kampanie Algieria-Maroko Francuskie, Tunezja, Sycylia (z grotem  wskazującym na udział w pierwszym ataku), północna Francja, Nadrenia, Ardeny i Alzacja oraz Europa Środkowa. Dodatkowo Batalion otrzymał francuski Croix de Geurre z palmą oraz francuską i belgijską Fourragere (sznur naramienny).
2 stycznia 1964 1 Dywizja Piechoty została zreorganizowana w ramach koncepcji reorganizacji dywizji Armii (ROAD) w celu zwiększenia mobilności i elastyczności dywizji. 1. kompania kwatermistrzowska została przekształcona w 1st Supply and Transportation Battalion, który następnie 19 października 1965 przybył do Wietnamu, gdzie uczestniczył w 11 kampaniach i otrzymał 3 wyróżnienia Meritorious Unit Commendation za wybitne wsparcie udzielone 1 Dywizji Piechoty.
15 kwietnia 1970 Batalion powrócił do Fort Riley z 1. Dywizją Piechoty. W maju 1985 1st Supply and Transportation Battalion został dezaktywowany zgodnie z koncepcją reorganizacji armii.
1st Forward Support Battalion stał się pierwszym batalionem w 1. Dywizji Piechoty, któremu powierzono misję zapewnienia wielofunkcyjnej obsługi bojowej 1. Brygady 1. Dywizji Piechoty (Zmechanizowanej).
1 maja 1987 1st Forward Support Battalion został przekształcony w 101st Support Battalion. Zadania batalionu pozostały niezmienne: zapewnienie wsparcia służby bojowej 1 Brygady.
101  Batalion Wsparcia otrzymał barwy 1st Forward Support Battalion i odziedziczył dumną historię i tradycje tego doświadczonego batalionu wsparcia służb bojowych.
W listopadzie 1990 101. BSB został ponownie wezwany do wsparcia operacji bojowych Pustynna Tarcza i Pustynna Burza. Batalion został wysłany do Arabii Saudyjskiej, gdzie zapewniał zaopatrzenie,  utrzymanie i wsparcie medyczne 1. Brygadzie podczas operacji bojowych w południowo-zachodniej Azji. Batalion powrócił do Fort Riley 10 maja 1991.
We wrześniu 2003 Batalion wspierał operację Iraqi Freedom. Został wysłany do Kuwejtu w ramach przygotowań do wsparcia operacji bojowych w Iraku, gdzie przez ponad 12 miesięcy zapewniał wyjątkowe wsparcie logistyczne. Podczas dyslokacji 101. Batalion Wsparcia i reszta 1. Brygady 1. Dywizji Piechoty zostały włączone do elementów 82 Dywizji Powietrznodesantowej.
W 2006 w ramach transformacji 1. Dywizji Piechoty (zmechanizowanej) w nową strukturę sił modułowych armii amerykańskiej, dowództwo wsparcia dywizji (DISCOM) zostało dezaktywowane, jednak 101 Batalion Wsparcia nie przeszedł natychmiast do modułowej struktury Batalionu Wsparcia Brygady, natomiast stał się integralną częścią 1st Brigade Combat Team, 1st Infantry Division.
1st Brigade Combat Team 1. Dywizji Piechoty (Zmechanizowanej), w tym 101. Batalion Wsparcia, otrzymała misję rozpoczęcia restrukturyzacji w celu lepszego wyszkolenia Wojskowych Zespołów Przejściowych do ich dyslokacji. 101. Batalion Wsparcia zapewnił różne usługi wsparcia dla tej misji.
W 2019 roku jako czwarta i na przełomie 2021-2022 jako ósma rotacyjna zmiana w ramach operacji Atlantic Resolve batalion stacjonował w Skwierzynie.

## Kampanie
I wojna światowa
- Montdidier-Noyon
- Aisne-Marne
- Saint-Mihiel
- Meuse-Argonne
- Lorraine 1918
- Picardy 1918

II wojna światowa
- Algieria-Maroko Francuskie
- Tunezja
- Sycylia (ze strzałką)
- Normandia (ze strzałką)
- Północna Francja
- Nadrenia
- Ardeny-Alzacja
- Europa Środkowa

Wietnam
- Obrona
- Kontrofensywa
- Kontrofensywa, faza II
- Kontrofensywa, faza III
- Kontrofensywa Tết
- Kontrofensywa, faza IV
- Kontrofensywa, faza V
- Kontrofensywa, faza VI
- Tết 69 / Kontrofensywa
- Lato-jesień 1969
- Zima-wiosna 1970

Azja południowo-zachodnia
- Obrona Arabii Saudyjskiej
- Wyzwolenie i obrona Kuwejtu
- Wstrzymanie ognia

## Wyróżnienia
- Valorous Unit Award, haftowana wstęga AL ANBAR PROVINCE
- Meritorious Unit Commendation (Army), haftowana wstęga VIETNAM 1965-1966
- Meritorious Unit Commendation (Army), haftowana wstęga VIETNAM 1966-1967
- Meritorious Unit Commendation (Army), haftowana wstęga VIETNAM 1967-1968
- Meritorious Unit Commendation (Army), haftowana wstęga SOUTHWEST ASIA 1990-1991
- Army Superior Unit Award, haftowana wstęga 2007-2008
- Army Superior Unit Award, haftowana wstęga 2008-2009
- francuski Krzyż Wojenny z palmą, II wojna światowa, haftowana wstęga KASSERINE
- francuski Krzyż Wojenny z palmą, II wojna światowa, haftowana wstęga NORMANDY
- francuski Krzyż Wojenny z palmą, II wojna światowa, Fourragere
- belgijski Fourragere 1940
- Wymienienie w rozkazie w święto armii belgijskiej za działania w Mons
- Wymienienie w rozkazie w święto armii belgijskiej za działania w Eupen-Malmedy
- wietnamski Krzyż Waleczności z palmą, haftowana wstęga VIETNAM 1965-1968
- wietnamski Civil Actions Medal, haftowana wstęga VIETNAM 1965-1970